# Cityvorming in Den Haag

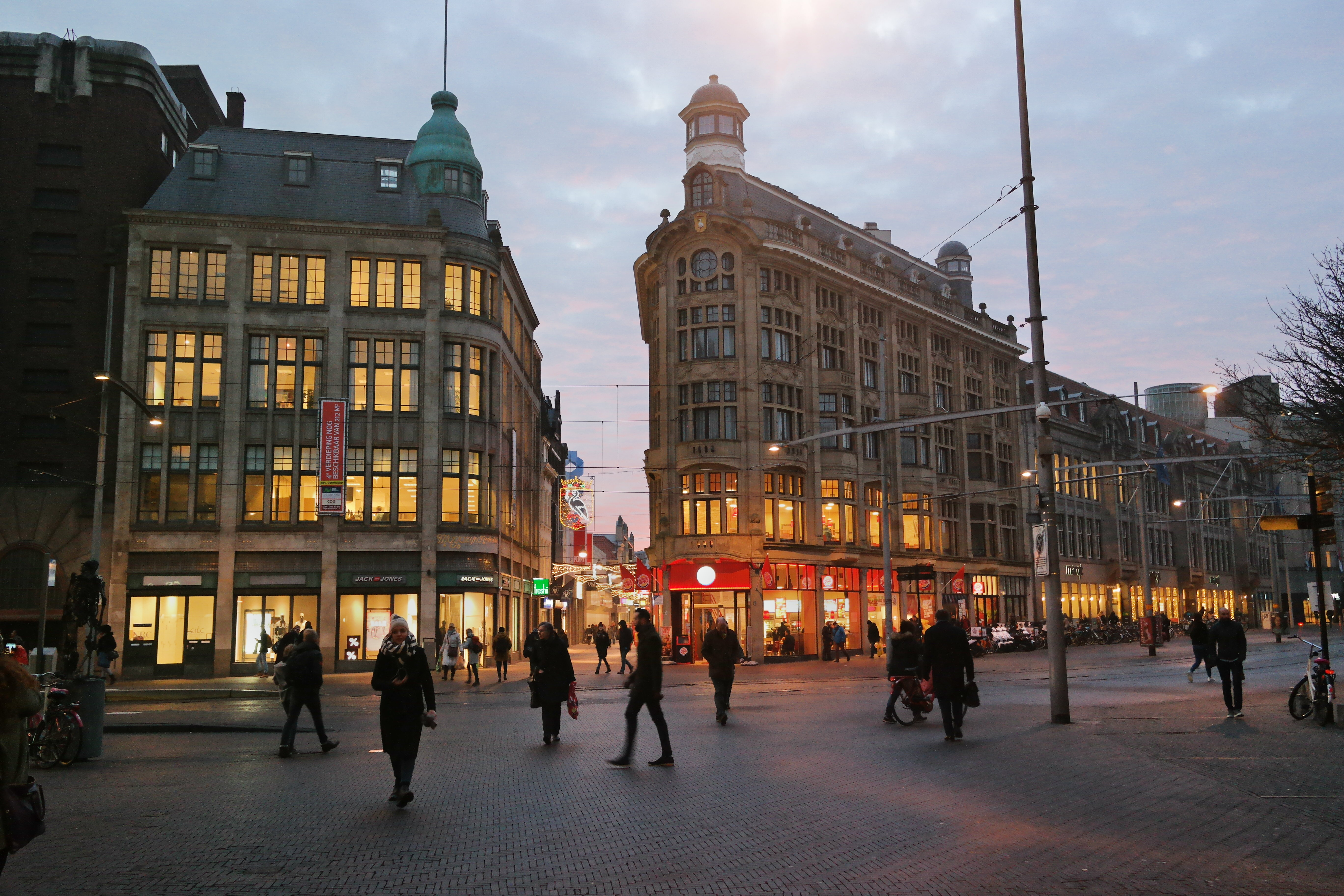
Het Spui met 'grootschalige' nieuwbouw uit begin van de 20e eeuw.

Cityvorming in Den Haag kwam eind 19e eeuw op gang als gevolg van economische voorspoed en het groter worden van de diensten van de rijksoverheid. Voordien volgde de Haagse binnenstad het middeleeuwse stratenpatroon dat geheel binnen de Singelgracht ligt. De schaalvergroting was flink: de Hoge Raad en het Gebouw voor Kunsten en Wetenschappen waren 1860 en 1874 vroege voorbeelden. Ongeveer een eeuw later verrees het Transistorium, een kantoor dat in 1967 veel hoger was dan de bestaande omgeving.

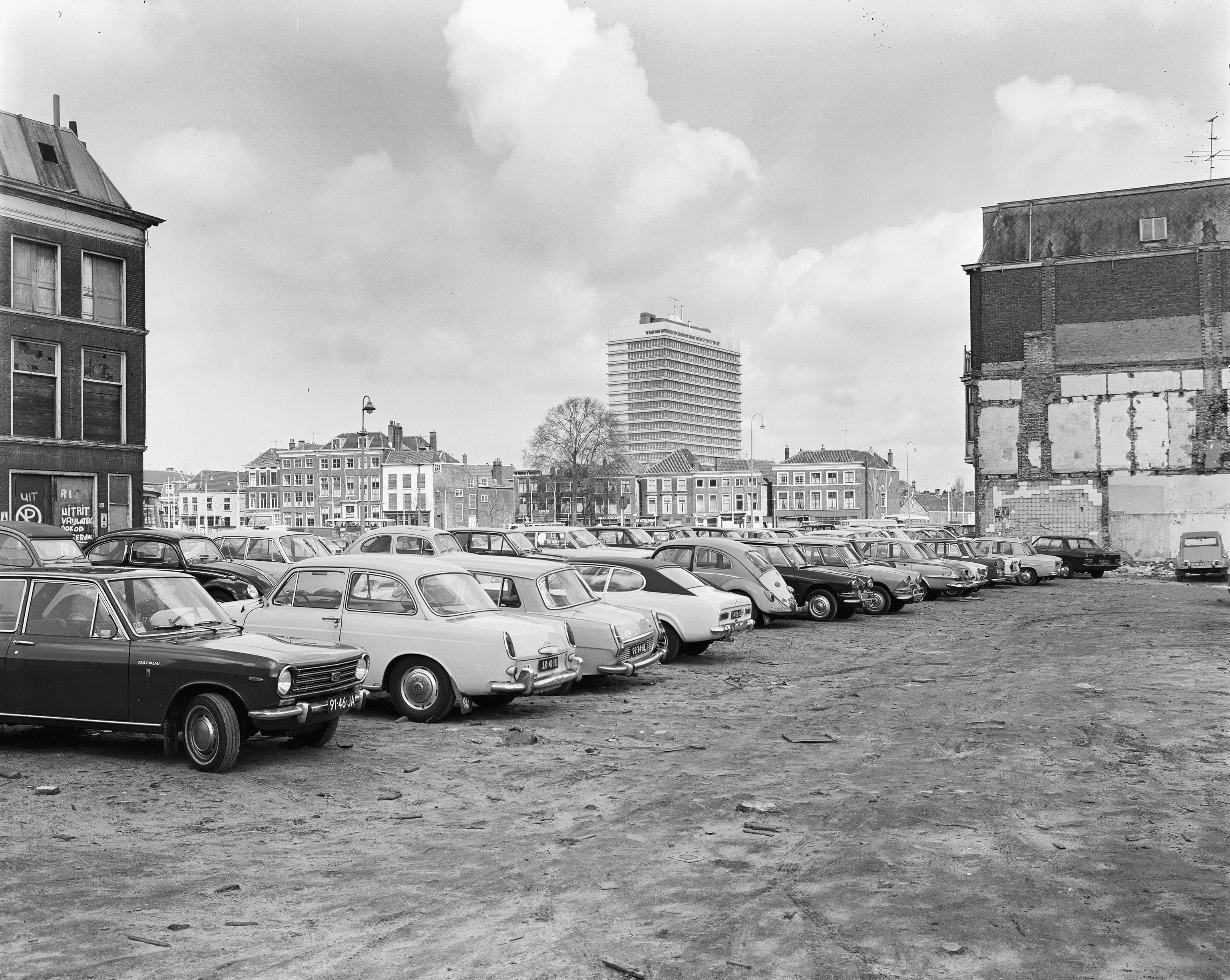
Spuikwartier: het al gesloopte deel met daarachter de eerste nieuwbouw (1970)

## Actieve cityvorming
In Den Haag is in de 20e eeuw actief ingezet op cityvorming in de binnenstad. Dit was ook in lijn met veel andere Westerse steden. Al voor de Tweede Wereldoorlog kwamen er doorbraken voor het snelverkeer. De Torenstraat & Vondelstraat, de Kneuterdijk aan de Hofvijver en de Grote Marktstraat zijn hiervan het resultaat. Aan deze laatste nieuwe brede weg verschenen onder meer de Bijenkorf, de Markthof, het hoofdgebouw van de Haagsche Courant en de Volharding. Het aanleggen van stadsboulevards was niet voldoende, op advies van D. Jokinen werd begin jaren 70 de Utrechtsebaan aangelegd die de A12 het stadscentrum in leidde. De cityvorming breidde zich aan de noordzijde van het Centraal Station uit vanaf de jaren 1970, met overheids- en publieksgebouwen die te groot werden bevonden voor de oude binnenstad.

### Spuikwartier
Begin jaren '60 was de gemeente Den Haag op zoek naar uitbreidingsmogelijkheden van haar centrumgebied. In 1961 werd 'Plan Nervi' gepresenteerd met onder meer een 140 meter hoge kantoortoren. Voor dit plan en de vele opvolgers werden grote delen van het gebied tussen de Rijnstraat en het Spui (een flink deel van het Spuikwartier) gesloopt. De nieuwe wijk met modernistische kantoorflats in het voormalige havenkwatier werd bereikbaar door viaducten voor auto's (Prins Bernhardviaduct) en trams (Muzenviaduct) waarvan die eerste alweer gedeeltelijk is afgebroken. Vanaf 1970 groeide de maatschappelijke weerstand tegen het afbraakbeleid, maar het duurde tot in de jaren 1980 voordat er grootscheepse nieuwe plannen werden gemaakt voor herbouw. Zo maakt Carel Weeber het stedebouwkundige plan Forum dat grotendeels ook is uitgevoerd.